# Александър Гещаковски
Александър Гещаковски (на македонска литературна норма: Александар Гештаковски е политик от Северна Македония.

## Биография
Роден е през 1950 година в град Битоля. Завършил е Юридически факултет. Членува в Социалдемократическия съюз на Македония. Между 2002 и 2004 е министър на местното самоуправление на Република Македония. Три пъти е народен представител.